# Абай (Узункольский район)
Абай (каз. Абай) — село в Узункольском районе Костанайской области Казахстана. Входит в состав Ершовского сельского округа. Код КАТО — 396639200.

## География
На западе находится озеро Итсары, в 14 км к северо-западу Карасор, в 3 км к западу Малый Косколь, к югу в 8 км — Ащилыколь, в 15 км  — Жадрасор.

## Население
В 1999 году население села составляло 300 человек (154 мужчины и 146 женщин). По данным переписи 2009 года, в селе проживали 242 человека (127 мужчин и 115 женщин).